# Irene Hemelaar
Irene Hemelaar (Amsterdam, 24 juni 1969) is een Nederlandse mensenrechtenactivist op het gebied van LHBTI-rechten en vrouwenemancipatie. Ze was als directeur betrokken bij de organisatie van de Amsterdam Pride. Van mei 2012 tot en met september 2013 deed ze dat vanuit Stichting ProGay en van februari 2014 tot oktober 2016 vanuit Stichting Amsterdam Gay Pride. Daarnaast is ze zangeres en organiseerde ze van 2005 tot 2023 meezingmiddagen bij vrouwencafé Saarein. Sinds 2016 is ze (opnieuw) werkzaam bij vakbond FNV.

## Persoonlijk
Irene Hemelaar is geboren en opgegroeid in Amsterdam, met vier oudere broers. Haar vader was centrale verwarmingsmonteur en haar moeder was tot twee jaar na haar huwelijk verpleegster. Hemelaar zelf was de eerste van het gezin die naar het gymnasium ging.
In interviews benadrukt ze de goede band die ze altijd had met haar ouders en broers. Op 19-jarige leeftijd werd ze voor het eerst verliefd op een vrouw, waar haar familie ook positief op reageerde.
In 2019 werd Hemelaar gediagnosticeerd met borstkanker in beide borsten, waarvoor ze geopereerd en bestraald werd. Ze woont met haar ex-vriendin in Amsterdam.

## Loopbaan
Hemelaar ging naar het Ignatiusgymnasium en studeerde theaterwetenschap en Engelse taal- en letterkunde aan de Universiteit van Amsterdam. Ze behaalde voor beide studies haar propedeusediploma.
Na haar middelbare schoolexamen startte Hemelaar haar creatieve carrière, met name als zangeres. In 2000 richtte ze haar eigen bedrijf op: Heavenly Creature Producties. Ze schrijft liedteksten, zingt onder andere in twee zangduo's en is actief als stem- en presentatietrainer. Hemelaar heeft grote interesse in het Nederlied uit de periode 1930 tot 1980 en organiseerde van 2005 tot 2024 Hollandse MeeZing bij Saarein. Ze werkt in 2022 en 2024 mee aan Pride-voorstellingen van Stichting Nederlied en speelt vanaf 2025 in de voorstelling Girls Won't Be Girls.
Van 2004 tot 2009 was ze commissielid amateurmuziek bij het Fonds voor Cultuurparticipatie. Daarnaast schreef ze columns voor Zij aan Zij en de Gay Krant.
Hemelaar heeft verschillende functies bekleed bij vakbonden die lid waren van de vakcentrale FNV. Van 1998 tot 2004 werkte ze vooral als secretaresse naast haar zangcarrière. Van 2004 tot 2010 was ze betrokken bij het organiseren van evenementen voor verschillende vakbonden van de FNV. Ook trad ze op en gaf ze stem- en presentatietrainingen. Vanaf 2016 heeft ze haar loopbaan bij de FNV hervat als trainer en strategisch adviseur, onder andere op het gebied van diversiteit en inclusie.

## Activisme
Hemelaar is actief geweest in diverse belangenorganisaties die zich inzetten voor de LHBTI-gemeenschap. Van 2001 tot 2006 was ze ambtelijk secretaris voor de ondernemersraad van Stichting Schorer, een stichting die zich inzette voor de psychische en lichamelijke gezondheidszorg van homoseksuele mannen en vrouwen. Van 2006 tot en met 2010 en sinds juli 2017 werkt ze als voorzitter voor Stichting OndersteBoven, een organisatie die mede heeft opgericht en die zich inzet om de zichtbaarheid, acceptatie en emancipatie van lesbische vrouwen te vergroten.
In 2010 werd ze voorzitter bij ProGay, de stichting die van 2006 tot en met 2013 de jaarlijkse Amsterdam Gay Pride organiseerde.  Van mei 2012 tot en met september 2013 was ze daar directeur. Vervolgens werd ze tot en met 2016 directeur LHBTI-emancipatie bij Stichting Amsterdam Gay Pride, die de organisatie van de evenementen rond de Amsterdam (Gay) Pride overnam. Ze zette zich hier vooral in om de inhoudelijke boodschap van de Pride de bewaken en stimuleren: mensenrechten en het bevorderen van de emancipatie van LHBTI'ers.
Hemelaar was nog bij verschillende andere emancipatoire organisaties actief. Zo was ze vanaf september 2013 een jaar lang secretaris voor de European Pride Organisers Association en Vrouwenvertegenwoordiger 2015 van de Nederlandse Vrouwen Raad. Ze mocht op 14 oktober 2015 namens Nederland de Algemene Vergadering van de Verenigde Naties in New York toespreken en pleitte daarin voor de rechten van lesbische en biseksuele vrouwen, transvrouwen en vrouwen die interseksueel zijn. Vervolgens was ze vanaf april 2016 twee jaar lang secretaris van de raad van toezicht van platform Wo=Men en vanaf december 2016 twee jaar lang voorzitter van de raad van toezicht van The Global Alliance for LGBT Education (GALE). In Amsterdam zet ze zich in voor verschillende lokale initatieven zoals de Regenboog VeiligheidsAlliantie van de Gemeente Amsterdam: verschillende LHBTI-organisaties zetten zich gezamenlijk in om de veiligheid van hun doelgroep in Amsterdam te vergroten. Sinds april 2025 is ze co-voorzitter van de Alliantie Queer365 die uit 7 LHBTQI+ organisaties bestaat.

## Onderscheiding
In 2013 werd Hemelaar genomineerd voor de titel Amsterdammer van het Jaar. Op 18 november 2016 werd ze door burgemeester Eberhard van der Laan onderscheiden met de Frans Banninck Cocqpenning. Ze ontving de penning vanwege haar inzet voor de rechten van LHBTI'ers en vrouwen in het algemeen.